# Имеретия
Имеретия (на грузински: იმერეთი) е една от 12-те историко-географски области (региони) на Грузия. Площ 6552 km² (5-о място по големина в Грузия, 9,41% от нейната площ). Население на 1 януари 2018 г. 507 500 души (2-ро място по население в Грузия, 12,77% от нейното население). Административен център град Кутаиси. Разстояние от Тбилиси до Кутаиси 284 km.

## Историческа справка
В края на 15 век в резултат на феодални междуособици, усилилисе след нашествието на Тамерлан, Имеретия се отделя (заедно с Картли и Кахетия) от Грузинското царство в самостоятелна феодална държава – Имеретинско царство със столица в Кутаиси. В края на 16 век Имеретинското царство се е ограничавало само в територията на историческата област Имеретия. По ирано-турския договор от 1555 г. Имеретинското царство било подчинено на Османската империя, но запазва някаква автономия и плаща данък под формата на роби, пари и натура. По-нататъшната история на царството е била ознаменувана с постоянни феодални смутове и процъфтяване на търговията с роби. Към края на 17 век междуособиците се усилват. Едва цар Соломон І (1752 – 1784) успява да укрепи царската власт. Той забранява търговията с роби и се стреми към обединение на цяла Западна Грузия. Многогодишната война на Соломон І с Османската империя се ознаменува с Хресилската победа през 1757 г. и военен съюз с царя на Картли Ираклий ІІ през 1758 г.
През 18 век царете на Имеретия нееднократно се обръщат за помощ към Русия, но молбите им се отклоняват за избягване и усложняване на отношенията с Турция. През 1769 г. по заповед на Екатерина II в Грузия е изпратен корпусът на генерал Тотлебен (впоследствие заменен от генерал Сухотин). Тотлебен успял да овладее турските крепости в Имерения и завладява Кутаиси. Въпреки кратковременното пребиваване на руските войски, тези военни успехи оказали влияние на последвалите ги мирни преговори с Турция. По Кючюк-Кайнарджинският руско-турски мирен договор от 1774 г. данъкът плащан от Имеретинското царство на Османската империя бил отменен, а турските крепости, завзети от Тотлебен останали в руски ръце. През 1804 г. цар Соломон ІІ приел покровителството на Русия, а през 1811 г. Имеретинското царство било преобразувано в Имеретинска област на Руската импария. Същата година столицата на Имеретинското царство Кутаиси официално е утвърдена за град. Останалите 10 града в региона са утвърдени за такива по време на съветската власт в периода от 1921 г. (Самтредия, Чиатура и Хони) до 1983 г. (Тержола).

## Географска характеристика
Историко-географската област Имеретия се намира в централната част на Грузия и е единствената област в страната, която няма външна граница. На север граничи с Рача-Лечхуми и Долна Сванетия, на изток – с Вътрешна Картли, на юг – със Самцхе-Джавахети, на югозапад – с Гурия и на запад – с Мегрелия-Горна Сванетия. В тези си граници заема площ от 6552 km² (5-о място по големина в Грузия, 9,41% от нейната площ). Дължина от запад на изток 125 km, ширина от север на юг 75 km.
Западните и централните райони на региона се заемат от източната част на обширната Колхидска низина. На север низината се огражда от Рачинския (2862 m), а от изток – от Лихския хребет (1945 m), крайни южни разклонения на Голям Кавказ. От юг низината достига до северните подножия на Месхетския хребет (2850 m), а на изток чрез ниския (949 m) Сурамски проход се свързва с долината на река Кура. В крайния северозападен ъгъл на Мегрелия навлизат югозападните части на Егриския хребет (част от Голям Кавказ) и тук се издига връх Читагвала 3226 m (42°47′43″ с. ш. 42°13′48″ и. д. / 42.795278° с. ш. 42.23° и. д.), максималната височина на Имеретия. В северозападната част на областта от север на юг, а след това на запад протича река Риони със средното и част от долното си течение. Нейни основни притоци са Квирила (ляв), с притока си Дзерула и Цхенисцкали (десен).

## Население
На 1 януари 2018 г. населението на Имеретия е наброявало 507 500 души (2-ро място по население след столицата Тбилиси в Грузия, 12,77% от нейното население). Гъстота 77,46 души/km².

## Административно-териториално деление
В административно-териториално отношение регионът Имеретия се дели на 11 административни района (общини), 11 града, в т.ч. 1 град с регионално подчинение (приравнен към район) и 10 града с районно подчинение и 2 селища от градски тип.
| Административна единица        | Площ (km²) | Население (2018 г.) | Административен център | Население (2018 г.) | Разстояние до Кутаиси (в km) | Други градове и сгт с районно подчинение |
| ------------------------------ | ---------- | ------------------- | ---------------------- | ------------------- | ---------------------------- | ---------------------------------------- |
| Град с регионално значение     |            |                     |                        |                     |                              |                                          |
| 1. Кутаиси                     | 70         | 140 961             | гр. Кутаиси            | 140 961             | -                            |                                          |
| Административен район (община) |            |                     |                        |                     |                              |                                          |
| 1. Багдатски                   | 815        | 19 830              | гр. Багдати            | 3707                | 28                           |                                          |
| 2. Вански                      | 577        | 22 790              | гр. Вани               | 3744                | 54                           |                                          |
| 3. Зестапонски                 | 433        | 56 532              | гр. Зестапони          | 20 814              | 43                           |                                          |
| 4. Самтредийски                | 364        | 45 907              | гр. Самтредия          | 30 100              | 30                           | Кулаши                                   |
| 5. Сачхерски                   | 769        | 36 312              | гр. Сачхере            | 7200                | 73                           |                                          |
| 6. Тержолски                   | 357        | 33 329              | гр. Тержола            | 4644                | 33                           |                                          |
| 7. Ткибулски                   | 478        | 19 348              | гр. Ткибули            | 13 900              | 39                           |                                          |
| 8. Харагаулски                 | 914        | 19 098              | сгт Харагаули          | 2600                | 63                           |                                          |
| 9. Хонийски                    | 429        | 22 234              | гр. Хони               | 11 200              | 28                           |                                          |
| 10. Цхалтубски                 | 700        | 51 425              | гр. Цхалтубо           | 17 200              | 9                            |                                          |
| 11. Чиатурски                  | 542        | 39 272              | гр. Чиатура            | 14 300              | 59                           |                                          |

Забележка
- Към 1 януари 2019 г. източната част на Сачхерски район е под контрола на самопровъзгласилата се за независима република Южна Осетия.